# Ioan Mircea Pașcu
Ioan Mircea Pașcu, (n. 17 februarie 1949, Satu Mare) este om politic român, membru al Partidului Social Democrat, vicepreședinte al Parlamentului European, profesor titular al cursurilor Mari teme ale politicii mondiale, Politica externă a României, Relațiile Externe ale Uniunii Europene ținute la Departamentul de Relații Internaționale și Integrare Europeană din SNSPA.
Căsătorit, tată a trei fete, Pașcu este unul din fondatorii Școlii Naționale de Studii Politice și Administrative, al cărei Departament de Relații Internaționale l-a condus între anii 1990 și 1996. 
În 2002 președintele Ion Iliescu i-a conferit Ordinul Național „Steaua României” în grad de cavaler. 
Pozițiile cheie din care a contribuit decisiv la succesul procesului de reformă instituțională necesar integrării României în structurile Euro-Atlantice îl recomandă drept una din vocile cele mai autorizate în domeniul politicii externe, de securitate și apărare din România. 
Absolvent, în anul 1971, al Academiei de Studii Economice, Facultatea de Comerț Exterior, obține în 1980 titlul de Doctor al Institutului de Studii Politice.
Ioan Mircea Pașcu a fost trimis la Moscova, în 7 februarie 1991, de către președintele Ion Iliescu, pentru a negocia „o reînnoire rapidă a sistemului tratatelor dintre URSS și țările Europei Răsăritene”. Tratatul de cooperare cu URSS nu a mai fost ratificat de Parlamentul României.

## Etape ale activității de cercetare și ale celei universitare
- 1971-1986, Cercetător, Institutul de Studii Politice, Departamentul de Relații Internaționale, București
- 1973, Cercetător, Seminarul pentru Studii Americane, Salzburg
- 1979-1981, Fellow, Bursa Fundației Ford
- 1985, Profesor Asociat Invitat, St. Catherine's College, Oxford
- 1986-1989, Lector, Catedra de Relații Internaționale, Academia de Studii Politice și Sociale, București
- 1988-1989, Cercetător rezident, Institutul pentru Studii de Securitate Est-Vest, New York
- 1990-prezent, Profesor de Relații Internaționale, Școala Națională de Studii Politice și Administrative, București
- 1992-1993, Bursa Fundației Japoneze, Centrul de Cercetări Slave, Universitatea Hokkaido, Sapporo și cercetător invitat, Forumul Japonez pe probleme de relații internaționale
- 2004-2008, Șeful Catedrei de Relații Internaționale, Școala Națională de Studii Politice și Administrative, București

## Repere ale carierei politice
- Apartenență: 
  - 1989-1990, Consiliului Frontului Salvării Naționale, Comisia pentru Politică Externă, Membru
  - Februarie-Mai 1990, Consiliul Provizoriu pentru Unitate Națională, Membru
  - 1990-1992, Frontul Salvării Naționale, Vicepreședinte
  - 1992-prezent, Frontul Democratic al Salvării Naționale/Partidul Democrației Sociale din România/Partidului Social Democrat, Membru
  - 1997-2006, Partidul Social Democrat, Vicepreședinte
- Activitate Parlamentară: 
  - 1996-2000, Parlamentul României, Deputat de Maramureș, Președinte al Comisiei de Apărare din Camera Deputaților
  - 2000-2007, Parlamentul României, Deputat de Satu Mare
  - 2005-2006, Parlamentul European, Observator din partea României
  - 2007-prezent, Parlamentul European, Grupul Alianței Progresiste a Socialiștilor și Democraților din Parlamentul European, Membru
- Poziții în administrație:
  - 1990-1992, Administrația Prezidențială, Consilier Prezidențial, Șef al Direcției de Politică Externă
  - 1993-1996, Ministerul Apărării Naționale, Secretar de Stat
  - 2000-2004, Guvernul României, Ministrul Apărării Naționale

## Poziții politice deținute în prezent
- Parlamentul European, Comisia pentru Afaceri Externe, Vicepreședinte
- Parlamentul European, Delegația pentru Relațiile cu Adunarea Parlamentară NATO, Vicepreședinte
- Parlamentul European, Subcomisia pentru Securitate și Apărare, Membru
- Parlamentul European, Delegația pentru Relațiile cu Japonia, Membru
- Parlamentul European, Comisia pentru Transport și Turism, Supleant
- Parlamentul European, Delegația pentru Relațiile cu Statele Unite ale Americii, Supleant

## Afilieri
- 1993-prezent, Institutul Internațional de Studii Strategice, Londra
- 2002-prezent, Comitetului Consultativ DCAF (Centrul pentru Controlul Democratic al Forțelor Armate), Geneva
- 2006-prezent, „Academic Board-NATO College”, Roma
- 2006-2007 și 2008-prezent, „SACEUR's Mentor Group”
- 2007-prezent, Consiliul Atlantic al Statelor Unite, Strategic Advisors Group

## Volume publicate
- 1985, „Zone Denuclearizate”, București, Editura Politica, 278 pagini (coautori: Nicolae Ecobescu, Ioan Mircea Pașcu - Premiul „Nicolae Titulescu” al Academiei Române pe anul 1985)
- 1989, „Armele și Politica”, București, Editura Politică, 337 pagini
- 2007, „Bătălia pentru NATO - Raport Personal”, București, Editura Proiect, 326 pagini (volum bilingv: română-engleză)

## Studii/Publicații
- „Military Disengagement and Disarmament in Southern Europe and the Mediterranean. Necessity and Prospects”, Report to the Ford Foundation, 1981
- „The Balkans: A Romanian Perspective”, David Carlton și Carlo Shaerf, editori, „South-Eastern Europe after Tito. A Powder-Keg for 1980?”, Macmillan, Londra, 1981
- „A Balkan Nuclear-Weapon Free Zone. A Romanian Project”, Raport către UNIDIR, Geneva, 1983
- „A Lesser Nuclear Europe. Some Political and Military Implications”, IEWSS, New York, 1989
- „Romania’s New Foreign Policy Direction”, Daniel Nelson, editor, “Romania After Tyranny”, Westview Press, Boulder, 1992
- “Relations with Russia. The Lessons of History”, Japan Forum on International Relations, Tokyo, 1993
- „The Institutionalization of Security and Cooperation in Asia”, Centre for Slavic Studies, Hokkaido University, 1993
- „Romania and the Yugoslav Conflict”, Charles L.Barry, editor, “The Search for Peace in Europe”, National Defence University Press, Fort McNair, 1993
- „The New NATO and the Southern Riddle” (coautori Ioan Mircea Pașcu, Elena Zamfirescu), General G. Joulwan and R. Weissinger-Baylon, editori, “Building a New NATO: The Search for Peace in an Unsettled World”, Centre for Strategic Decision Research, 1994
- „Romania and the Yugoslav Conflict”, în “European Security”, vol. 3, Nr. 1, 1994
- „Regionalism and/or Integration” în “Regionalism - Concepts and Approaches at the turn of the Century”, IRSI-NUPI, București, 1995
- „A View from Romania”, Jeffrey Simon, editor, “NATO Enlargement. Opinions and Options”, NDU Press, Washington, 1995, pp. 87-98
- „A Romanian Perspective on Security”, David Carlton, Paul Ingram and Giancarlo Tenaglia, editori, “Rising Tension in Eastern Europe and the Former Soviet Union”, Aldershot, Dartmouth, 1996, pp. 159-164
- „The Complexity of Democratic Security”, în “Romanian Journal of International Affairs”, vol. II, Bucharest, 3/1996, pp. 72-77
- „Security through NATO Enlargement and the Partnership for Peace: the Case of Romania” în RUSI Whitehall Papers Series, London, 1996, pp. 33-43
- „Civilian Control over the Armed Forces”, în Romanian Civilization, Vol. VI, Nr. 1, 1997, pp. 55-60
- „Romania and the Partnership for Peace”, Dr. Constantine C. Menges, editor, “Partnerships for Peace, Democracy and Prosperity”, Program on Transitions to Democracy și University Press of America, New York, 1997, pp. 75-77
- „Security and Disarmament: The Way Forward”, în “NDC Security Studies: Consequences of the Madrid Summit on Security and Stability in Europe”, NATO Defense College, Roma, 1998, pp. 109-115
- „Changes in the Intra-western Balance of Power”, în “Romanian Journal of International Affairs”, Vol. V, Număr Special 2/3, București, 1999, pp. 145-151
- „Parliamentary Control over the Military”, Kurt W. Treptow și Mihai Ionescu, editori, “Romania and Euro-Atlantic Integration”, The Center for Romanian Studies, Oxford, 1999, pp. 112-119
- „Defense Planning in Emerging Democracies: the Case of Romania”, Andrew Cottey, Timothy Edmunds și Anthony Forester, editori, “Democratic Control of the Military in Post Communist Europe. Guarding the Guards”, Palgrave, London, 2002, pp. 129-139.
- „Managing the ‘Big Issues’ in Civil-Military Relations”, Larry Watts, editor, “Romanian Military Reform and NATO Integration”, The Center for Romanian Studies, Iași, 2002, pp. 25-34
- „NATO Access Strategy from Madrid to Prague”, Larry Watts, editor, “Romanian Military Reform and NATO Integration”, Center for Romanian Studies, Iași, 2002, pp. 203-216
- „The Romanian Armed Forces – Ready for NATO Integration”, în “Baltic Defense Review”, Nr. 7, Vol. 1, Tartu, 2002, pp. 45-47
- „Strategic Implications of Big Power Influence in the Area”, Raport al “Japan-Wider Black Sea Area Dialogue” asupra “Peace and Prosperity in the Wider Black Sea Area and the Role of Japan”, The Japan Forum on International Relations, Tokyo, 2006, pp. 33-37
- „Now the EU must awaken to Black Sea security", în "Europe’s World", Nr. 3, 2006, pp. 99-103